# Virgen de las Cruces
La Virgen de las Cruces, o Nuestra Señora de las Cruces, es una advocación mariana de la Virgen María. Es la patrona de la ciudad de Daimiel siendo venerada en el Santuario de la Virgen de las Cruces. Su festividad se celebra el 1 de septiembre.

## Orígenes e historia

### La imagen
Es una imagen que muestra a la Virgen de pie, con el Niño en sus brazos, tema que se repitió mucho a lo largo de todo el período gótico y del que hay en España innumerables ejemplos. La Virgen de las Cruces está esculpida en alabastro y responde al misticismo que empezó a predominar en la estatutaria religiosa desde principios del siglo XIV, siglo del que corresponde la imagen. El color de la escultura es, sin lugar a dudas, la característica más profundamente definidora de esta imagen de la Virgen.
La imagen de la Virgen se encuentra vestida con una túnica de anchos pliegues de color verde oscuro y con un ceñidor de color oro viejo. El Niño, sentado sobre el brazo izquierdo de la Madre , está desnudo aunque tiene un paño de pudor del mismo color que la túnica de su Madre, teniendo su mano izquierda extendida y la mano derecha acariciando la barbilla de la Virgen. Representa a la Virgen María con severa dignidad pero se compagina con la dulce sonrisa que anima las fracciones de su rostro.
Desde el siglo XVII se reviste la imagen, adoptando su actual forma tradicional, con preciosos vestidos de acuerdo a la moda barroca.

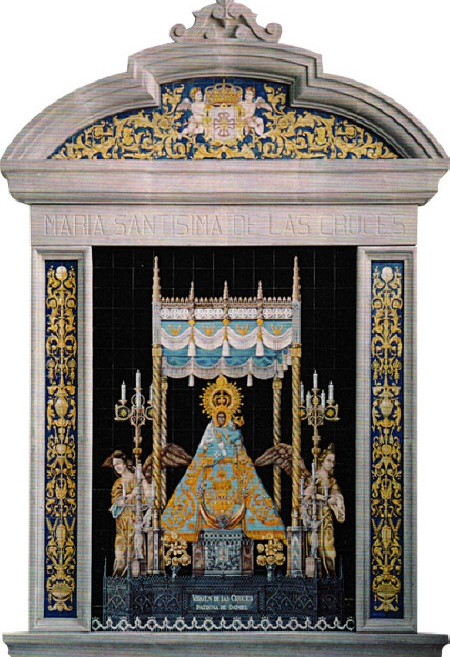
Cerámica de la Virgen de las Cruces, patrona de Daimiel, en la catedral de la Almudena (Madrid)

La imagen actual solo conserva de la original, destruida en 1936, las cabezas de la Virgen y del Niño. La reconstrucción de la imagen en no obstante se hizo cuidando al máximo las semejanzas con la antigua, basándose en la información gráfica disponible así como en el testimonio de las camareras de la Virgen.
La coronación canónica de la Virgen de las Cruces se celebró el 13 de septiembre de 1987 en la plaza de España, centro neurálgico de la población de Daimiel. La ceremonia fue presidida por el Obispo de Ciudad Real, don Rafael Torija.

### Leyenda de su aparición
Los documentos de confianza donde se recoge la aparición de la Virgen de las Cruces son dos: las Relaciones Topográficas de Felipe II de 1575 correspondientes a los municipios de Torralba de Calatrava y Daimiel. Coinciden ambos documentos en la identificación del protagonista, un muchacho llamado Juan, vecino de Moral de Calatrava, que iba camino de un molino harinero a moler trigo mandado por su padre.
Al pasar por el lugar donde se encuentra el Santuario, la mula que llevaba tropezó y cayó al suelo, rompiéndose las vasijas donde llevaba depositado el trigo y al agua para beber.
Tal fue su angustia que pidió ayuda a la Virgen María, la cual se apareció, consolando al muchacho; obró un milagro, que fue el de molerle el trigo y cargárselo en unas nuevas vasijas. La Virgen solo le pidió al mozo que fuese al pueblo más cercano a pedir la construcción en ese lugar de un templo en su honor, para lo cual, previo paso Moral, el mozo se desplazó a Daimiel, pueblo que creyó al muchacho y cumplió con el deseo de la Virgen María.

## Santuario

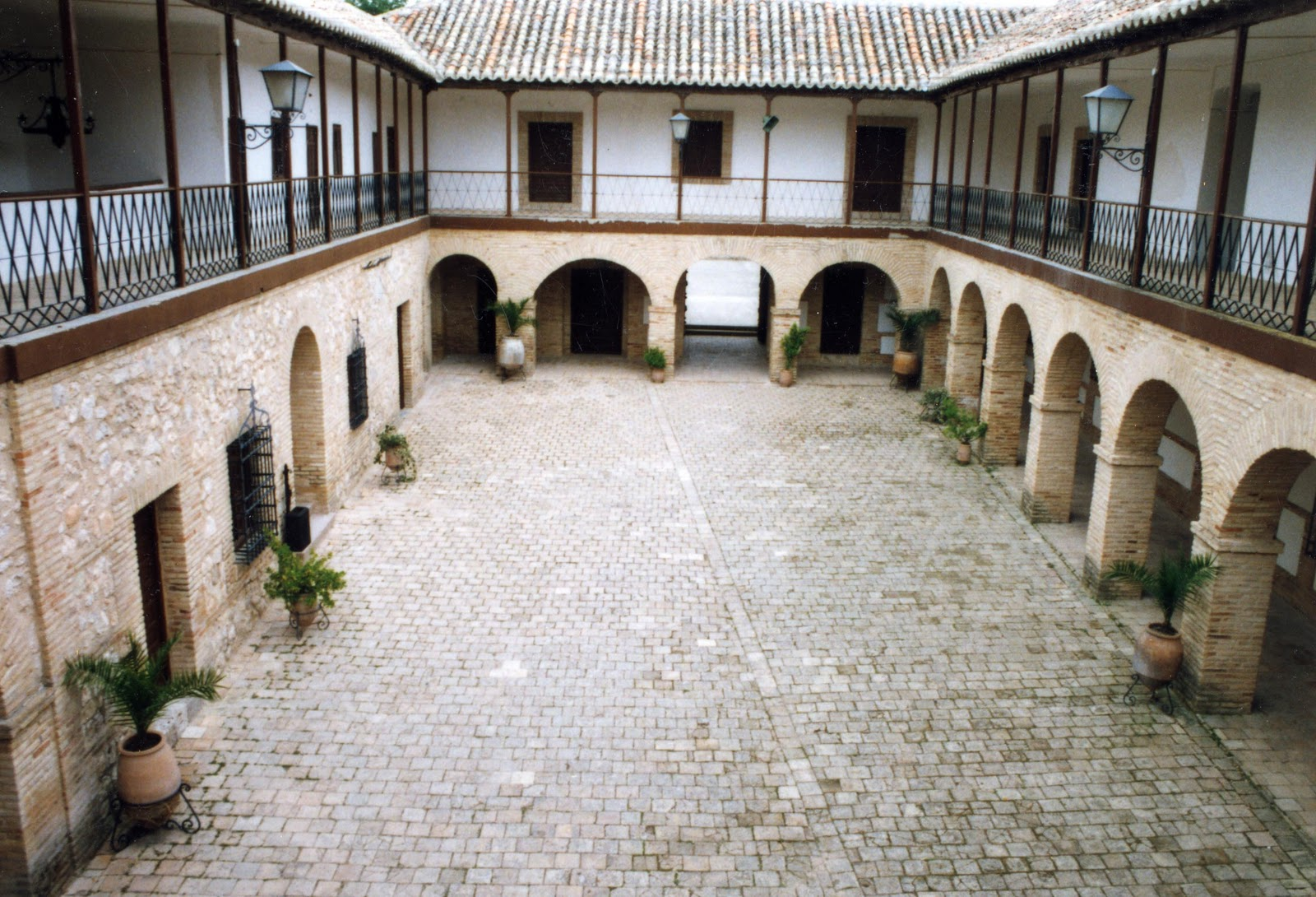
Patio del Santuario Nuestra Señora de las Cruces, en Daimiel

Consecuencia inmediata de la aparición de la Virgen fue la construcción de una ermita, en sus orígenes pobres y sencillos. El lugar de la aparición fue el lugar donde se edificó, ocupando el camarín de la Virgen el lugar donde Juan había visto por primera vez a la Señora. Seria este templo de planta cuadrada, con muros sencillos de tapiería, portada de ladrillo y techumbre de madera.
Sobre la construcción de esta primitiva ermita se construyó una segunda, más amplia que la primera, en los últimos años del siglo XV, desapareciendo gran parte de la construcción a tugua, con la excepción del arco de herradura que da acceso al templo. Este santuario, que es el actual, fue restaurado y transformado en el siglo XVIII, época a la que corresponden la cúpula y los lienzos del frontal.
El Santuario de Nuestra Señora de las Cruces fue declarado monumento histórico-artístico de carácter nacional por el Real Decreto 3240/1982 de 12 de noviembre de 1982.

## Celebraciones
La Virgen de las Cruces era honrada diariamente en su santuario desde el día que este se construyó, celebrándose además tres funciones solemnes durante el año. En épocas de carestía, como en los años 1750 y 1760, se celebraron rogativas. En ellas la Virgen, vestida de color morado, era trasladada a las iglesias de la localidad, entre ellas Santa María la Mayor y San Pedro Apóstol. Ya en tiempos modernos la Virgen de las Cruces es trasladada en dos ocasiones al año a Daimiel, para las celebraciones del día de la Ascensión y para las Ferias y Fiestas que en su honor se celebran los primeros días del mes de septiembre.
Al regreso de la Virgen a su santuario se celebran las Romerías, el domingo de Pentecostés y el primer domingo tras la semana de Feria.
La Romería comienza con la llegada de la Virgen de las Cruces al Santuario hasta donde se la traslada por medio de los mozos del pueblo. A su llegada al último descanso, sito en la periferia del paraje donde se encuentra el Santuario, se realiza una procesión con la Imagen hasta la ermita del sagrado lugar. Especialmente emotivo es el momento en que la imagen de la Virgen entra en el patio del santuario donde los jóvenes que la han trasladado realizan el popular “al cielo”, al compás del Himno de la Virgen que es interpretado por la banda municipal de música y los emocionados aplausos de la multitud que abarrota el recinto. Durante el resto del día se celebran diversos actos de tipo religioso, cultural y festivo en el Santuario y sus alrededores